# Кастро (Сан-Франциско)

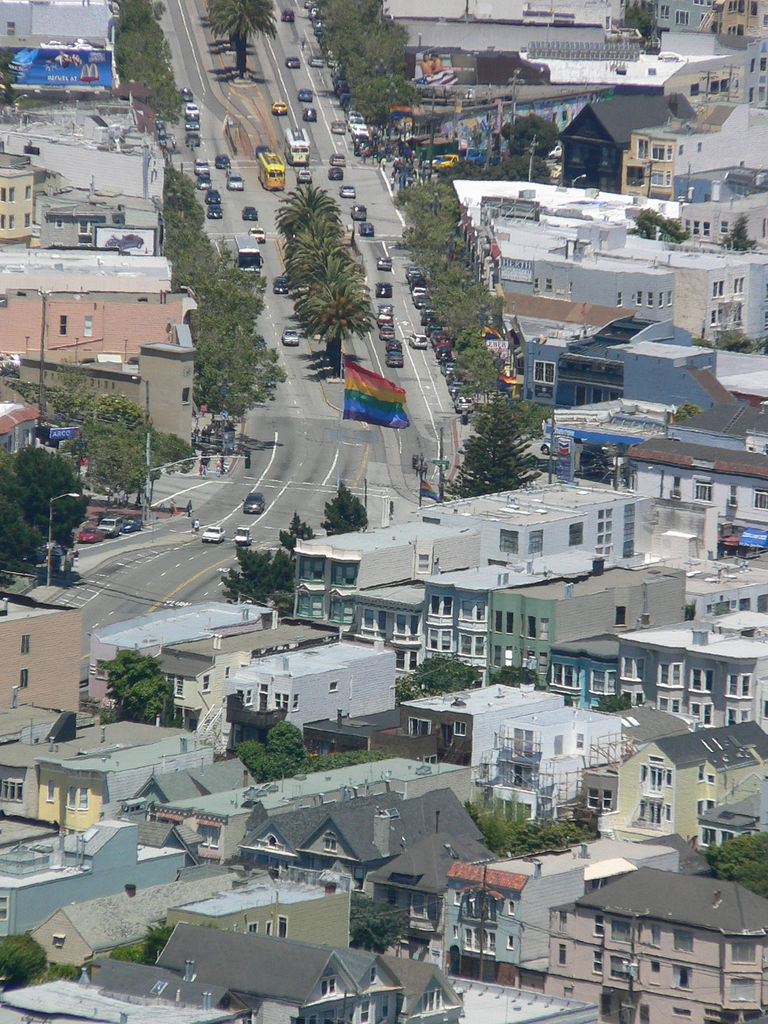
Вигляд на вулицю Кастро

Кастро (англ. The Castro) — квартал в районі Юріка-Веллі в місті Сан-Франциско, штат Каліфорнія. Відомий як місце компактного проживання представників сексуальних меншин. Гей-квартал сконцентрований навколо вулиці Кастро-стріт на ділянці від Маркет-стріт до 19-ї авеню, але багато представників ЛГБТ-спільноти мешкають і в навколишніх районах — Корона-Гайтс, Мішен-дистрикт, Ної-Веллі, Твін-Пікс і Гейт-Ашбері.

## Історія
Район дістав свою назву від вулиці Кастро-стріт, яка, у свою чергу, була названа на честь Хосе Кастро (1808–1860), алькальда (старости) Верхньої Каліфорнії у 1835–1836 роках, коли Сан-Франциско знаходився на мексиканській території. Сам квартал з'явився у 1887 році.
У 1910-ті квартал був відомий як «Маленька Скандинавія» через велику присутність північноєвропейських іммігрантів. У районі, зокрема, знаходилося представництво Союзу скандинавських моряків. Нагадуванням про цей період служать деякі будівлі, побудовані за типом фахверка, які досі можна бачити на Маркет-стріт в проміжку між вулицею Кастро і Черч-стріт.
З 1930-х і аж до 1960-х в районі проживали в основному ірландці. У епоху хіппі (центром цього руху був сусідній район Гейт-Ашбері) Кастро почав швидко перетворюватися на центр гей-руху. У 1970-і в цьому районі відкрилося багато гей-барів, сформувався типовий образ жителя Кастро, відомий як «Castro clone». До цього ж періоду відноситься політична діяльність Гарві Мілка — першого відкритого гея, що зайняв виборний політичний пост в Каліфорнії.

## Кастро тепер
У Кастро є багато пам'яток, пов'язаних з історією гей-руху, — це перший в історії США гей-бар зі скляними стінами «Twin Peaks», Меморіальний парк Рожевого трикутника та інші. У цьому ж кварталі знаходиться один з перших у Сан-Франциско кінотеатрів «Castro». У Кастро регулярно проводяться різні заходи ЛГБТ-спільноти.